# Podhradská tůň
Přírodní památka Podhradská tůň byla vyhlášena v roce 1998 a nachází se asi dva a tři čtvrtě kilometru jihozápadně od města Bakov nad Jizerou, jihozápadně od jeho místní části Podhradí. Důvodem ochrany je slepé rameno Jizery, lužní les a drobné vodní plochy.

## Popis oblasti
Hladina slepého ramene je pokryta listy porostu rdestu vzplývavého (Potamogeton natans) a stulíku žlutého (Nuphar lutea). Z ponořených rostlin tu roste poměrně vzácná masožravá bublinatka východní. V části chráněné oblasti roste vzácně ostřice nedošáchor (Carex pseudocyperus). Na místě žije reliktní a vzácný druh pavouka Marpissa radiata. Z ptáků pak chráněný moudivláček lužní (Remiz pendulinus), ťuhýk obecný (Lanius collurio), moták pochop (Circus aeruginosus), strakapoud prostřední (Dendrocopos medius) a silně ohrožená žluva hajní (Oriolus oriolus).